# Argentina en la Copa Mundial de Rugby de 2003
La Selección de rugby de Argentina fue una de los 20 países participantes de la Copa Mundial de Rugby de 2003 que se realizó en Australia.
Fue la quinta participación los Pumas, que resultaron eliminados en la fase de grupos tras ser derrotados por Irlanda. Con dos victorias es el peor rendimiento en la era profesional y su quinto mejor histórico.

## Clasificación
Argentina clasificó al torneo luego de golear a sus pares americanos.

## Plantel
El capitán Lisandro Arbizu se lesionó y quedó desafectado de la convocatoria.
|                              | Jugador                   | Edad    | Posición      | Tests | Equipo                             |
| ---------------------------- | ------------------------- | ------- | ------------- | ----- | ---------------------------------- |
| Hookers y Pilares            |                           |         |               |       |                                    |
| 1                            | Roberto Grau              | 33 años | Pilar         | ?     | Liceo Rugby Club                   |
|                              | Omar Hasan                | 32 años | Pilar         | ?     | Sporting Union Agen                |
|                              | Mario Ledesma             | 30 años | Hooker        | ?     | Castres Olympique                  |
| 2                            | Federico Méndez           | 31 años | Hooker        | ?     | Mendoza Rugby Club                 |
| 3                            | Mauricio Reggiardo        | 33 años | Pilar         | ?     | Castres Olympique                  |
|                              | Rodrigo Roncero           | 26 años | Pilar         | ?     | Gloucester Rugby                   |
|                              | Martín Scelzo             | 27 años | Pilar         | ?     | RC Narbonne                        |
| Segundas líneas              |                           |         |               |       |                                    |
|                              | Patricio Albacete         | 22 años | Segunda línea | ?     | US Colomiers Rugby                 |
| 5                            | Rimas Álvarez             | 29 años | Segunda línea | ?     | Union Sportive Arlequine Perpignan |
|                              | Pablo Bouza               | 30 años | Segunda línea | ?     | Duendes Rugby Club                 |
| 4                            | Carlos Fernández Lobbe    | 28 años | Segunda línea | ?     | Castres Olympique                  |
|                              | Pedro Sporleder           | 32 años | Segunda línea | ?     | Curupaytí Club de Rugby            |
| Alas y Octavos               |                           |         |               |       |                                    |
|                              | Martín Durand             | 27 años | Ala           | ?     | Club Champagnat                    |
| 8                            | Gonzalo Longo             | 29 años | Octavo        | ?     | RC Narbonne                        |
| 7                            | Rolando Martín            | 35 años | Ala           | ?     | San Isidro Club                    |
|                              | Lucas Ostiglia            | 27 años | Octavo        | ?     | Petrarca Rugby                     |
| 6                            | Santiago Phelan           | 29 años | Ala           | ?     | Club Atlético de San Isidro        |
| Medios scrums                |                           |         |               |       |                                    |
|                              | Nicolás Fernández Miranda | 30 años | Medio scrum   | ?     | Petrarca Rugby                     |
| 9                            | Agustín Pichot            | 29 años | Medio scrum   | ?     | Stade Français Paris               |
| Aperturas y Centros          |                           |         |               |       |                                    |
| 12                           | Felipe Contepomi          | 26 años | Centro        | ?     | Leinster Rugby                     |
|                              | Juan Fernández Miranda    | 29 años | Apertura      | ?     | Hindú Club                         |
|                              | Martín Gaitán             | 25 años | Centro        | ?     | Biarritz Olympique Pays Basque     |
|                              | Juan Martín Hernández     | 21 años | Centro        | ?     | Stade Français Paris               |
| 13                           | José Orengo               | 27 años | Centro        | ?     | Football Club de Grenoble Rugby    |
| 10                           | Gonzalo Quesada           | 29 años | Apertura      | ?     | AS Béziers Hérault                 |
| Fullbacks y Wings            |                           |         |               |       |                                    |
| 11                           | Diego Albanese            | 30 años | Wing          | ?     | Yorkshire Carnegie                 |
|                              | Manuel Contepomi          | 26 años | Fullback      | ?     | Club Newman                        |
| 15                           | Ignacio Corleto           | 25 años | Fullback      | ?     | Stade Français Paris               |
| 14                           | José Núñez Piossek        | 26 años | Wing          | ?     | Bristol Bears                      |
|                              | Hernán Senillosa          | 26 años | Wing          | ?     | Hindú Club                         |
| Entrenador: Marcelo Loffreda |                           |         |               |       |                                    |

## Participación

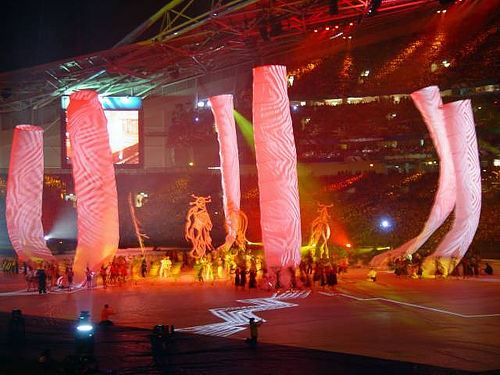
Australia–Argentina inauguró el Mundial.

Los Pumas integraron el Grupo A con el anfitrión: los Wallabies que eran los campeones y claros favoritos, el XV del Trébol, las débiles Namibia y Rumania. Se esperaba una derrota en el debut y victorias contra Namibia y los Stejari, por lo que el partido clave para avanzar a la fase final era el clásico contra Irlanda: ambos seleccionados necesitaban la victoria para clasificar y el Trébol ganó el partido 16–15.

### Grupo A
| Equipo    | Gan. | Emp. | Per. | A favor | En contra | Extra | Puntos |
| --------- | ---- | ---- | ---- | ------- | --------- | ----- | ------ |
| Australia | 4    | 0    | 0    | 273     | 32        | 2     | 18     |
| Irlanda   | 3    | 0    | 1    | 141     | 56        | 3     | 15     |
| Argentina | 2    | 0    | 2    | 140     | 57        | 3     | 11     |
| Rumania   | 1    | 0    | 3    | 65      | 192       | 1     | 5      |
| Namibia   | 0    | 0    | 4    | 28      | 310       | 0     | 0      |

## Legado
Por vez consecutiva, fue la segunda ocasión en que Argentina jugó el partido inaugural, esto se repetiría en Francia 2007. Fue el último mundial para jugadores emblemáticos como Albanese, Martín, Méndez, Quesada y Sporleder, y la última eliminación de los Pumas en la fase de grupos hasta Japón 2019.
Para el siguiente mundial Argentina realizaría una preparación especial y obtendría un resultado muy diferente.